# Aaron Wan-Bissaka
Aaron Wan-Bissaka (sinh ngày 26 tháng 11 năm 1997) là một cầu thủ bóng đá chuyên nghiệp thi đấu ở vị trí hậu vệ phải cho câu lạc bộ West Ham United tại Premier League và đội tuyển quốc gia CHDC Congo.

## Thời niên thiếu
Wan-Bissaka sinh ra tại Croydon, Đại Luân Đôn và lớn lên ở New Addington, Croydon, nơi anh theo học tại Trường tiểu học Công giáo Good Shepherd.

## Sự nghiệp câu lạc bộ

### Crystal Palace
Wan-Bisaka bắt đầu tham gia học viện của Crystal Palace F.C. từ khi anh 11 tuổi, và chính thức ký hợp đồng chuyên nghiệp đầu tiên với câu lạc bộ vào năm 2016. Anh bắt đầu ra mắt đội 1 của câu lạc bộ từ năm 2017 và bắt đầu thi đấu ở vai trò tiền vệ cánh, nhưng huấn luyện viên khi đó của Palace là Frank de Boer đã nhận ra khả năng phòng ngự của anh và đã kéo anh về chơi dưới vai trò hậu vệ cánh phải. Anh chỉ bắt đầu thi đấu chính thức cho câu lạc bộ từ mùa bóng nửa sau mùa bóng 2017-2018, với trận đấu ra mắt vào ngày 25 tháng 2 năm 2018 gặp Tottenham Hotspur F.C. (trận đấu mà Palace thua 0-1 ngay trên sân Selhurst Park). Wan-Bisaka đã thi đấu liên tục trong tháng 3 năm đó và được cổ động viên câu lạc bộ bình chọn là cầu thủ xuất sắc nhất tháng 3.
Wan-Bisaka trở thành cầu thủ chủ chốt của câu lạc bộ từ mùa bóng 2018-2019 dưới vai trò hậu vệ cánh phải, và liên tục giành giải cầu thủ xuất sắc nhất trong tháng 8, 9, 10 (2018) và 3 (2019) của câu lạc bộ, và kết thúc mùa bóng này, anh được bình chọn là cầu thủ xuất sắc nhất của đội bóng.

### Manchester United
Ngày 29 tháng 6 năm 2019, Wan-Bissaka đã ký hợp đồng 5 năm với câu lạc bộ Manchester United. Crystal Palace sẽ được nhận được khoản phí ban đầu là 45 triệu bảng, cùng với 5 triệu bảng bổ sung tuỳ theo thành tích. Khi gia nhập United, Wan-Bissaka trở thành hậu vệ đắt giá thứ 6 mọi thời đại và là cầu thủ người Anh chưa được triệu tập lên đội tuyển quốc gia đắt giá nhất vào thời điểm chuyển nhượng.
Ngày 11 tháng 8 năm 2019, anh có trận ra mắt Manchester United khi đá trọn vẹn 90 phút trong chiến thắng 4–0 trước Chelsea. Trong cả hai trận đấu với đội cùng thành phố Manchester City, Wan-Bisaka đều thi đấu xuất sắc và đã khóa chặt Raheem Sterling ở cánh phải, mà các bình luận viên gọi đùa là anh đã "bỏ túi" Sterling. Vào ngày 17 tháng 10 năm 2020, khi United giành chiến thắng 4–1 trước Newcastle United, anh đã ghi bàn thắng đầu tiên trong sự nghiệp của mình. Bàn thắng thứ hai của Wan-Bisaka được ghi trên sân Old Trafford, vào ngày 2 tháng 2 năm 2021, trận đấu mà anh đã ghi bàn mở tỉ số cho chiến thắng hủy diệt Southampton 9-0.
Ngày 14 tháng 9 năm 2021, phút 35 trong trận đấu Manchester United làm khách trên sân của Young Boys tại khuôn khổ vòng bảng UEFA Champions League 2021–22, Wan-Bissaka đã có tình huống dẫm lên chân cầu thủ đối phương và phải nhận thẻ đỏ trực tiếp. Đây cũng là thời điểm Wan-Bisaka bắt đầu đánh mất vị trí hậu vệ cái phải trong đội hình chính thức kể từ thời huấn luyện viên tạm quyền Ralf Rangnick ở nửa sau mùa bóng 2021-2022.
Anh tiếp tục mất suất đá chính ở nửa đầu mùa bóng 2022-2023 dưới thời huấn luyện viên Erik ten Hag do chấn thương và ốm, thậm chí có nhiều tin đồn United muốn bán đứt Wan-Bisaka vì phong cách thi đấu không phù hợp với lối chơi của huấn luyện viên mới. Nửa sau của mùa bóng 2022-2023, sau thời gian World Cup 2022, ghi nhận sự tiến bộ vượt bậc của Wan-Bisaka khi anh chiếm được vị trí đá chính thường xuyên ở vị trí hậu vệ cánh phải, và nhận được sự khen ngợi đặc biệt của huấn luyện viên về khả năng phòng ngự một kèm một và hỗ trợ tấn công. Từ chỗ bị coi là không có chỗ đứng trong đội hình của Erik ten Hag, anh đã có nửa sau mùa giải thi đấu xuất sắc và được coi là một trong những cầu thủ tiến bộ vượt bậc ở United dưới sự huấn luyện của ten Hag.

### West Ham United
Vào ngày 13 tháng 8 năm 2024, West Ham United thông báo đã ký hợp đồng với Wan-Bissaka có thời hạn 7 năm với mức phí được cho là 15 triệu Bảng.

## Phong cách chơi bóng
Wan-Bissaka chơi ở vị trí hậu vệ cánh phải với kỹ năng phòng ngự mạnh mẽ, đặc biệt ở khả năng tắc bóng (xoạc bóng), và luôn nằm trong nhóm các cầu thủ tắc bóng nhiều nhất tại Premier League nhưng tỉ lệ phạm lỗi do tắc bóng lại luôn ở mức rất thấp. Mùa bóng 2019-2020 là mùa bóng ghi nhận Wan-Bisaka là một trong hai cầu thủ xoạc bóng nhiều nhất cùng với Wilfred Ndidi. Các cổ động viên United ở Anh đặt cho Wan-Bissaka biệt danh là "Chú nhện" (Spider) để chỉ tư thế tung người xoạc bóng đẹp mắt của anh.

## Thống kê sự nghiệp
Tính đến 25 tháng 5 năm 2025
| Câu lạc bộ          | Mùa giải            | Giải vô địch        | Giải vô địch | Giải vô địch | FA Cup | FA Cup | EFL Cup | EFL Cup | Châu lục | Châu lục | Tổng cộng | Tổng cộng |
| Câu lạc bộ          | Mùa giải            | Hạng đấu            | Trận         | Bàn          | Trận   | Bàn    | Trận    | Bàn     | Trận     | Bàn      | Trận      | Bàn       |
| ------------------- | ------------------- | ------------------- | ------------ | ------------ | ------ | ------ | ------- | ------- | -------- | -------- | --------- | --------- |
| Crystal Palace      | 2016–17             | Premier League      | 0            | 0            | 0      | 0      | 0       | 0       | —        | —        | 0         | 0         |
| Crystal Palace      | 2017–18             | Premier League      | 7            | 0            | 0      | 0      | 0       | 0       | —        | —        | 7         | 0         |
| Crystal Palace      | 2018–19             | Premier League      | 35           | 0            | 1      | 0      | 3       | 0       | —        | —        | 39        | 0         |
| Crystal Palace      | Tổng cộng           | Tổng cộng           | 42           | 0            | 1      | 0      | 3       | 0       | —        | —        | 46        | 0         |
| Manchester United   | 2019–20             | Premier League      | 35           | 0            | 2      | 0      | 4       | 0       | 5        | 0        | 46        | 0         |
| Manchester United   | 2020–21             | Premier League      | 34           | 2            | 3      | 0      | 2       | 0       | 15       | 0        | 54        | 2         |
| Manchester United   | 2021–22             | Premier League      | 20           | 0            | 0      | 0      | 0       | 0       | 6        | 0        | 26        | 0         |
| Manchester United   | 2022–23             | Premier League      | 19           | 0            | 4      | 0      | 5       | 0       | 6        | 0        | 34        | 0         |
| Manchester United   | 2023–24             | Premier League      | 22           | 0            | 4      | 0      | 1       | 0       | 3        | 0        | 30        | 0         |
| Manchester United   | Tổng cộng           | Tổng cộng           | 130          | 2            | 13     | 0      | 12      | 0       | 35       | 0        | 190       | 2         |
| West Ham United     | 2024–25             | Premier League      | 36           | 2            | 1      | 0      | 1       | 0       | —        | —        | 38        | 2         |
| Tổng cộng sự nghiệp | Tổng cộng sự nghiệp | Tổng cộng sự nghiệp | 208          | 4            | 15     | 0      | 16      | 0       | 35       | 0        | 274       | 4         |

1. 1 2  Ra sân tại UEFA Europa League
2. ↑  Ra sân sáu lần tại UEFA Champions League, ra sân chín lần tại UEFA Europa League
3. 1 2  Ra sân tại UEFA Champions League

## Danh hiệu

### Câu lạc bộ
Manchester United
- FA Cup: 2023–24, á quân 2022–23
- EFL Cup: 2022–23
- UEFA Europa League: Á quân 2020–21

### Cá nhân
- Cầu thủ trẻ Crystal Palace xuất sắc nhất năm: 2017–18[28]
- Cầu thủ Crystal Palace xuất sắc nhất năm: 2018–19[29]
- Đội hình UEFA Europa League xuất sắc nhất năm: 2020–21